# Clio (musa)
Clio (en grec: Κλειώ, Kleiô, "aquella que els fa famosos", provinent de κλέω, Kléo, "lloar' o 'cantar") és una de les nou muses gregues, concretament la consagrada a la història.
Sovint se la representa duent a les mans una trompeta i un llibre de Tucídides, per lloar els fets del passat. Al cap, duu una corona de llorer, símbol de la glòria dels herois dels quals narra les aventures. A vegades, se l'acompanya d'un globus terraqüi i algun símbol del temps, per mostrar que la història abraça tots els llocs i moments. Se la considera també inventora de la guitarra.
Com la resta de les muses, és filla de Zeus i Mnemòsine, la memòria. Juntament amb Píer, rei de Macedònia, és mare de Jacint i algunes versions afirmen que també d'Himeneu.